# اختطاف فريدي هاينيكن (فلم)
اختطاف فريدي هاينيكن (بالإنجليزية: Kidnapping Freddy Heineken) ويعرف في الولايات المتحدة باسم «اختطاف السيد هاينيكن» (بالإنجليزية: Kidnapping Mr. Heineken) هو فيلم عصابات وجريمة درامي أُنتج في المملكة المتحدة وهولندا وبلجيكا وصدر سنة 2015 بطولة أنتوني هوبكنز وسام ورذينجتن وجيم ستارجس وريان كوانتن.

## القصة
الفيلم مبني على القصة الحقيقية التي حدثت في هولندا في بداية الثمانينيات باختطاف رجل الأعمال وأيقونة صناعة الجعة الهولندي فريدي هاينيكن، يسرد الفيلم في إطار من التشويق عمليات التخطيط والتنفيذ للاختطاف والفوضى التي حدثت بعد العملية، والتي نتج عنها دفع أكبر مبلغ فدية في التاريخ مقابل شخص واحد، وهو 35 مليون جيلدر هولندي (ما يقرب من 16 مليون يورو تقريبًا).

## روابط خارجية
- مقالات تستعمل روابط فنية بلا صلة مع ويكي بيانات

إختطاف فريدي هاينيكن على IMDb
إختطاف فريدي هاينيكن على Rotten Tomatos